# AKSA (Unternehmen)
AKSA ist der größte Hersteller von Polyacryl-Fasern mit Sitz im türkischen Yalova. 1969 wurde ein Lizenzabkommen mit Châtillon geschlossen, 1971 begann die Produktion.
Das Unternehmen produziert ein Sechstel der weltweiten Produktion (17 %); die Fasern werden überwiegend zum Stricken verwendet.
40 % der Anteile gehören der Akkök Holding.
Zusammen mit Dow Chemical wurde 2012 die Joint-Venture DowAksa zur Produktion von Kohlenstofffasern gegründet.